# Бубрка (Кросненський повіт)
Бубрка (пол. Bóbrka) — село в Польщі, у гміні Хоркувка Кросненського повіту Підкарпатського воєводства.
Населення — 815 осіб (2011).
У 1975-1998 роках село належало до Кросненського воєводства.

## Демографія
Демографічна структура станом на 31 березня 2011 року:
|          | Загалом | Допрацездатний вік | Працездатний вік | Постпрацездатний вік |
| -------- | ------- | ------------------ | ---------------- | -------------------- |
| Чоловіки | 384     | 87                 | 258              | 39                   |
| Жінки    | 431     | 81                 | 247              | 103                  |
| Разом    | 815     | 168                | 505              | 142                  |